# Narew (gmina)
Narew – gmina wiejska w południowo-wschodniej części województwa podlaskiego, w powiecie hajnowskim.
Głównym ośrodkiem oraz siedzibą władz gminy jest Narew. Według danych z 31 grudnia 2019 roku gminę zamieszkiwały 3454 osoby.
Gmina Narew jest jedną z największych obszarowo gmin województwa podlaskiego. Na jej terenie istnieje 37 sołectw obejmujących 48 miejscowości. W gminie zarejestrowanych jest około 100 podmiotów gospodarczych.

## Położenie
Gmina graniczy od północy z gminą Michałowo, od wschodu z gminą Narewka, od zachodu z gminami Zabłudów i Bielsk Podlaski, zaś od południa z gminami Czyże i Hajnówka.
Gmina Narew leży na szlaku drogi krajowej Białystok – Białowieża, w obrębie Puszczy Białowieskiej.
W latach 1975–1998 gmina położona była w województwie białostockim.

## Struktura powierzchni

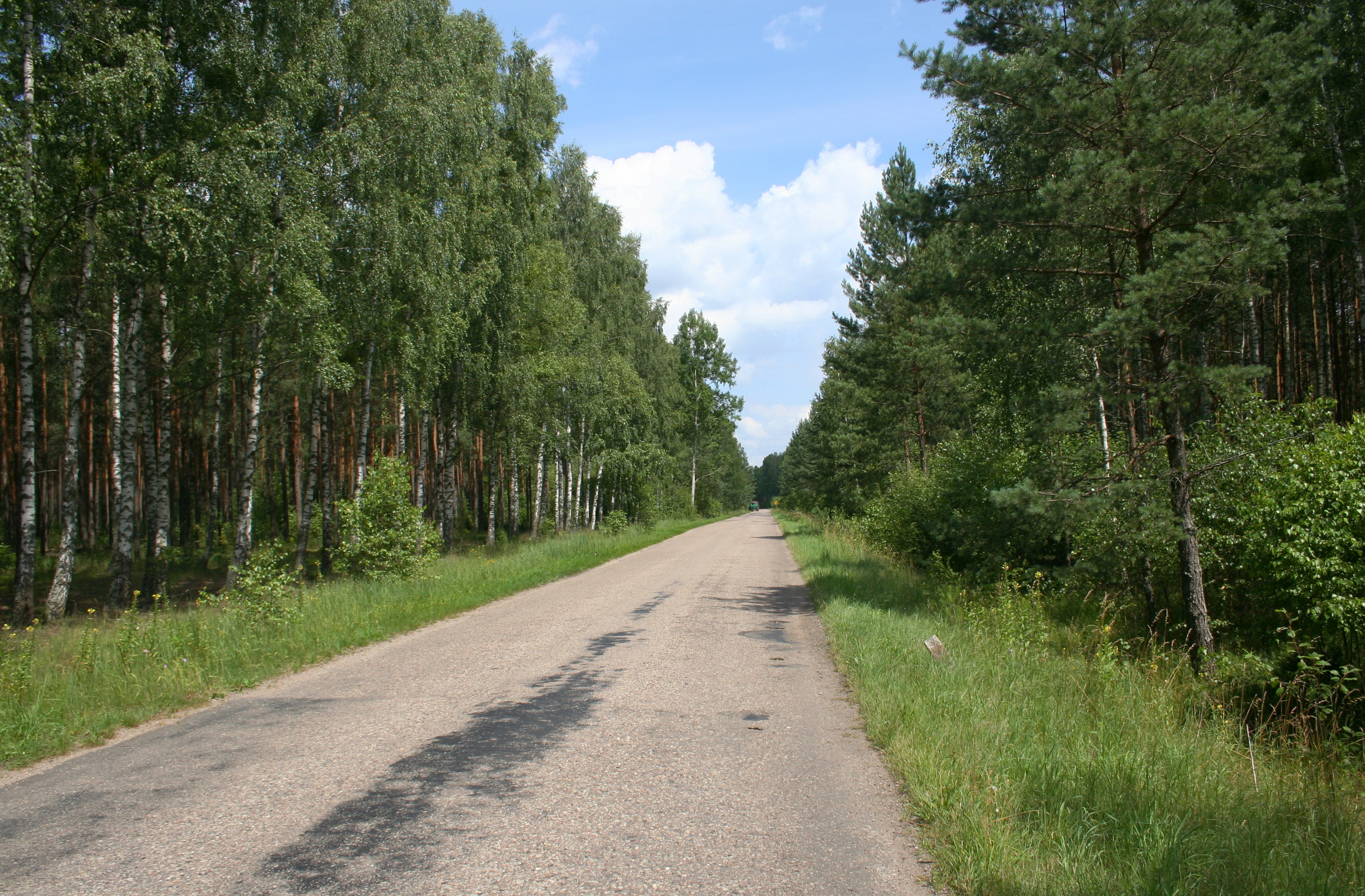
Droga między Narwią a Gorędami na Podlaskim Szlaku Bocianim

Według danych z roku 2002 gmina Narew ma obszar 241,79 km², w tym:
- użytki rolne: 25%
- użytki leśne: 65%

Gmina stanowi 14,89% powierzchni powiatu.
Swoim obszarem gmina obejmuje północno-zachodnią część Puszczy Białowieskiej, z której obficie spływające wody zasilają rzekę Narew, tworząc dalej na odcinku 30 km naturalną dolinę rzeczną przecinającą obszar administracyjny gminy po przekątnej. Przez terytorium gminy przebiega Podlaski Szlak Bociani, przechodząc m.in. przez miejscowości: Odrynki, gminną Narew, Trześciankę i Puchły.

## Rolnictwo

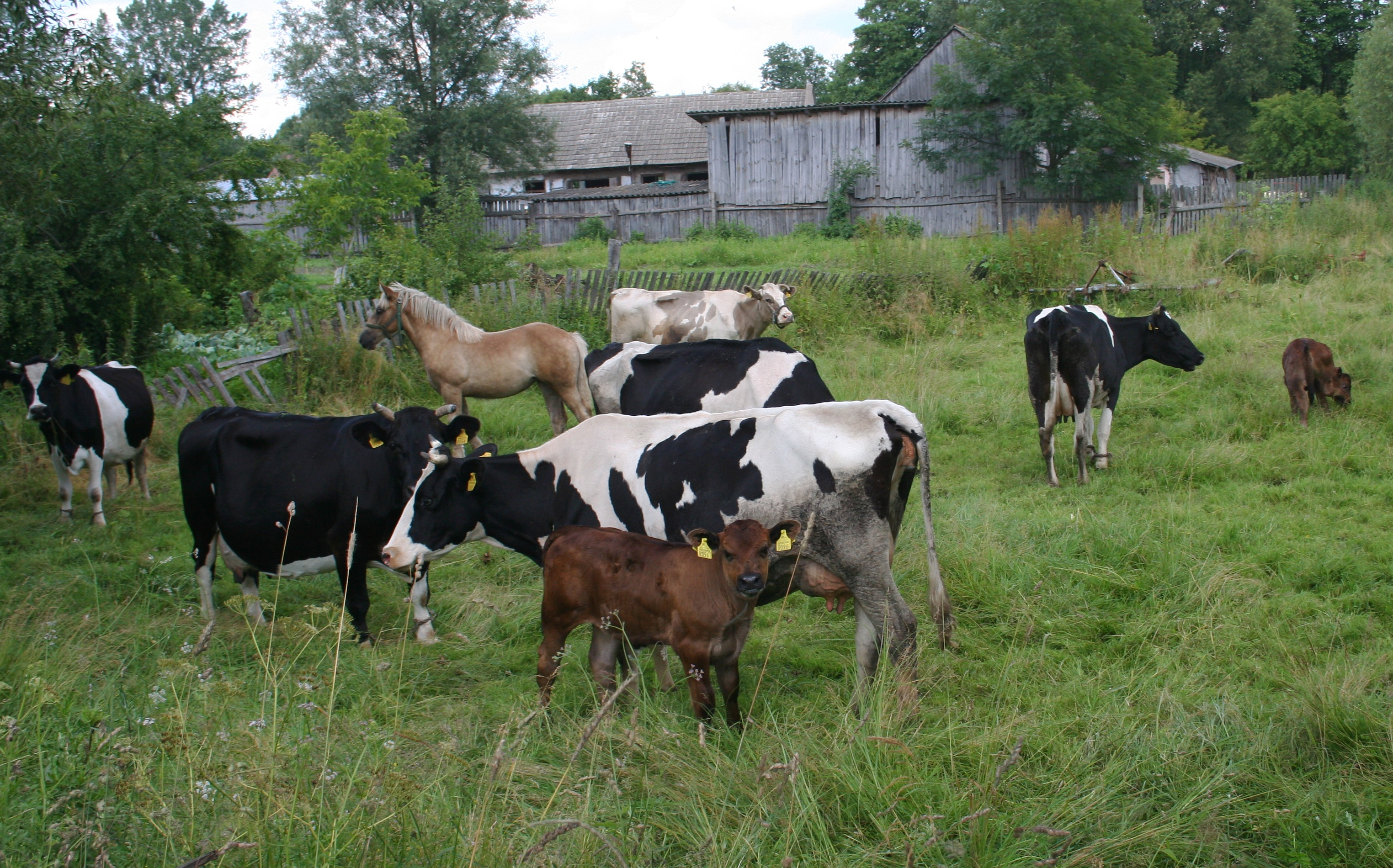
Pastwisko w Gorędach

Według danych Powszechnego Spisu Rolnego w 2002 roku na terenie gminy funkcjonowało 1599 gospodarstw rolnych o łącznej powierzchni 15217 ha, w tym użytki rolne stanowiły 86,5% powierzchni. Rolnicy w wieku 65 lat i więcej stanowili 43% ogółu rolników, a osoby poniżej 30 roku życia 4%.
Wśród użytków rolnych:
- grunty orne stanowiły 7721 ha
- pastwiska 1793 ha
- lasy i grunty leśne 1497 ha
- sady 13 ha[8]

## Demografia

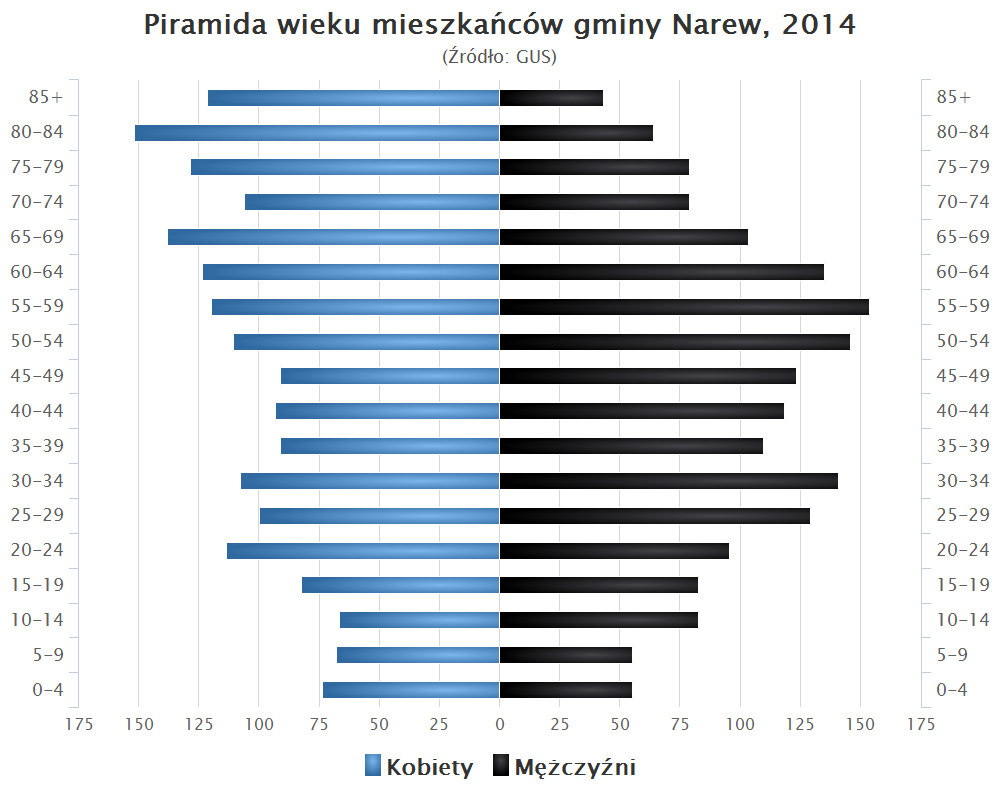
Piramida wieku mieszkańców gminy Narew w 2014 roku

Dane z 30 czerwca 2004:
| Opis                              | Ogółem | Ogółem | Kobiety | Kobiety | Mężczyźni | Mężczyźni |
| --------------------------------- | ------ | ------ | ------- | ------- | --------- | --------- |
| jednostka                         | osób   | %      | osób    | %       | osób      | %         |
| populacja                         | 4299   | 100    | 2193    | 51      | 2106      | 49        |
| gęstość zaludnienia (mieszk./km²) | 12,7   | 12,7   | 6,5     | 6,5     | 6,2       | 6,2       |

## Skład narodowościowy
Według Pierwszego Powszechnego Spisu Ludności z 1921 roku gmina liczyła 40 miejscowości i zamieszkiwało ją 5707 osób, z czego większość w liczbie 4405 osób zadeklarowała narodowość białoruską (co stanowiło ponad 77% wszystkich mieszkańców gminy). Pozostali podali następujące narodowości: polską (1277 osób; 22% ogółu mieszkańców); żydowską (19 osób) i rosyjską (6 osób).
Zgodnie z wynikami Narodowego Spisu Powszechnego z 2002 roku Narew była jedną z pięciu gmin, w których osoby narodowości polskiej stanowiły mniej niż połowę mieszkańców. Narodowość polską zadeklarowało wówczas 49,65% mieszkańców. Narodowość białoruską podało w tym samym czasie 49,23% ludności gminy.

## Religia
Zgodnie z wynikami spisu powszechnego z 1921 r. większość mieszkańców gminy stanowili prawosławni w liczbie 4832 osób, co dawało 85% wszystkich mieszkańców. Pozostali mieszkańcy gminy zgłosili kolejno: wyznanie rzymskokatolickie (208 osób; 14% mieszkańców), wyznanie mojżeszowe (36 osób; ok. 1% mieszkańców), wyznanie adwentystyczne (7 osób) oraz wyznanie ewangelickie (3 osoby)
Do dziś większość mieszkańców gminy wyznaje prawosławie. Na jej terenie funkcjonuje jedyny w Polsce prawosławny skit (w Odrynkach) oraz 5 parafii prawosławnych:
- Podwyższenia Krzyża Pańskiego w Narwi,
- św. Łukasza Ewangelisty w Tyniewiczach Dużych,
- Opieki Matki Bożej w Puchłach,
- św. Apostoła Jakuba w Łosince,
- św. Michała Archanioła w Trześciance.

739 mieszkańców gminy to wyznawcy katolicyzmu, którzy przynależą do parafii pw. Wniebowzięcia Najświętszej Maryi Panny i św. Stanisława Biskupa i Męczennika.
W okresie dwudziestolecia międzywojenngo na terenie gminy pojawili się adwentyści, których działalność zdobyła szerokie uznanie szczególnie wśród wiejskiej ludności białoruskiej, m.in. ze względu na wykorzystywanie języka białoruskiego w nabożeństwach. Do dziś gminę zamieszkuje ich niewielka wspólnota. W Iwankach działa dom modlitwy Kościoła Adwentystów Dnia Siódmego. Podobny zbór działał także w Socach. Prócz nich gminę zamieszkują członkowie Kościoła Chrześcijan Baptystów i związku wyznaniowego Świadków Jehowy.

## Sołectwa
Ancuty, Białki, Chrabostówka, Doratynka, Gorędy, Gorodczyno, Gorodzisko, Gradoczno, Istok, Iwanki, Janowo, Kotłówka, Koweła, Koźliki, Krzywiec, Kutowa, Lachy, Łopuchówka, Łosinka, Makówka, Narew – Gnilica, Narew – Osiedle, Narew – Piaski, Nowiny, Odrynki, Ogrodniki, Przybudki, Puchły, Radźki, Rybaki, Saki, Soce, Trześcianka, Tyniewicze Duże, Tyniewicze Małe, Waniewo, Waśki
Wsie bez statusu sołectwa: Bruszkowszczyzna, Cimochy, Cisy, Hajdukowszczyzna, Kaczały i Podborowisko.